# الکساندر میالسکو
الکساندر میالسکو (رومانیایی: Alexandre Mihalesco؛‏ فرانسوی: [alɛksɑ̃dʁ mi.alɛsko]؛ ‏ ۱۹ اکتبر ۱۸۸۳ – ۲۸ دسامبر ۱۹۷۴) بازیگر اهل رومانی بود.
از فیلم‌ها یا برنامه‌های تلویزیونی که وی در آن نقش داشته‌است، می‌توان به مصائب ژان دارک، راسپوتین، خر بوریدان و ماجراهای آرسن لوپن اشاره کرد.